# La casa dei sette abbaini
La casa dei sette abbaini è un romanzo di Nathaniel Hawthorne, pubblicato nel 1851.
Nella prefazione Hawthorne prepara i lettori alla fluida mescolanza di realismo e fantastico che caratterizza l'opera; sempre nella prefazione l'autore dichiara anche il tema principale del libro, che sintetizza in una vera e propria morale: le malefatte di una generazione ricadono su quelle successive.

## Trama
In una città del New England si trova una casa malridotta con sette abbaini. La casa, che appartiene alla famiglia Pyncheon, ha una storia lunga e controversa. Alla metà del Seicento un agricoltore locale di nome Matthew Maule, costruisce una casa su un terreno fertile nei pressi di una bella sorgente. Alla fine del secolo, la zona in cui sorge l'abitazione è diventata di moda, e il ricco Colonnello Pyncheon brama la terra dei Maule. Qualche anno dopo, Maule viene impiccato per stregoneria, e circolano voci che dietro la condanna di Maule ci sia la mano di Pyncheon. Maule maledice il Colonnello Pyncheon dal patibolo, ma il colonnello non ne resta granché colpito; arriva addirittura ad assumere il figlio di Maule per costruire una nuova abitazione con sette abbaini sul terreno. Durante una festa per l'inaugurazione della nuova casa, il Colonnello viene trovato morto nel suo studio, la barba coperta di sangue. Il colonnello ha lasciato un testamento nel quale ordina che il suo ritratto non sia rimosso, ma uno dei suoi documenti più importanti – l'atto di proprietà di vasti terreni nel Maine – non si trova. L'atto non viene mai trovato, e generazioni di Pyncheon lo cercano invano. Da allora in poi, la casa dei Pyncheon continua a portare sventura, fino al momento in cui il giovane Clifford Pyncheon viene accusato di aver assassinato suo zio.
Molti anni dopo, la vecchia zitella che abita nella dimora dei Pyncheon, una donna miope e perennemente accigliata di nome Hepzibah, è costretta ad aprire un negozietto nella sua abitazione per evitare di morire di fame. Hepzibah considera il negozio motivo di grande vergogna, nonostante l'incoraggiamento di Zio Venner, uno dei vicini, e di Holgrave, il giovane e ribelle inquilino di Hepzibah, che pratica una delle prime forme di fotografia, nota come dagherrotipia. Hepzibah resta pessimista, e nonostante faccia del suo meglio, la sua espressione accigliata continua a spaventare i clienti. Il giorno stesso che apre il suo negozio, Hepzibah riceve una visita da Phoebe, una ragazza che è sua cugina di un ramo collaterale della famiglia Pyncheon. A tutta prima, Hepzibah si preoccupa che la presenza di Phoebe possa inquietare suo fratello Clifford, che sta per tornare a casa dalla prigione. Ma prevalgono il fascino e la diligenza di Phoebe, che riesce alla fine a convincere Hepzibah a lasciarla restare. Quando Clifford torna, malridotto e quasi rimbecillito per il tempo che ha passato in prigione, resta piuttosto colpito da Phoebe. E contrariamente alle paure di Hepzibah, Clifford è più preoccupato per la loro povertà che per il fatto che sua sorella gestisca un negozio.
Nemmeno la presenza di Phoebe riesce a liberare Clifford e Hepzibah dal terrore ispirato dalla visita di loro cugino, il giudice Pyncheon. Il giudice ha un sorriso alquanto carismatico. Saluta calorosamente Hepzibah e le offre un aiuto economico, ma lei blocca con rabbia l'entrata in casa del giudice mentre, da dentro, Clifford lo implora di andarsene. Persino la normalmente impassibile Phoebe ha un momento di ripugnanza quando il giudice la saluta. Meno terribile ma ugualmente strano è Holgrave, l'unico inquilino della casa. Lui e Phoebe passano molto tempo insieme, curando il giardino e dando da mangiare alle galline della casa, una razza un tempo grande e forte, la cui gloria passata viene confrontata con quella dei Pyncheon. Holgrave spiega le sue idee politiche radicali, che ruotano attorno al principio che ogni generazione dovrebbe demolire l'opera di quelle precedenti, e continua a fare domande a Phoebe su Clifford e il suo passato.
Holgrave racconta anche a Phoebe la storia di Alice Pyncheon. Cent'anni prima, il padre di Alice, Gervayse Pyncheon, aveva convocato il giovane nipote di Matthew Maule, un falegname che si chiamava anche lui Matthew Maule. Gervayse credeva che siccome il padre del giovane Matthew Maule aveva costruito la casa dei Pyncheon, il giovanotto poteva sapere dove si trovava l'introvabile atto di proprietà della terra dei Pyncheon. Il giovane Matthew Maule, per quanto amareggiato per ciò che I Pyncheon hanno fatto alla sua famiglia, acconsente ad aiutarli in cambio della casa dai sette abbaini e della terra su cui sorge. Evoca gli spiriti di suo padre, suo nonno, e del vecchio colonnello Pyncheon ipnotizzando la giovane figlia di Gervayse, Alice. Gli spiriti dei due Maule impediscono al fantasma del Colonnello Pyncheon di rivelare a Gervayse e al giovane Matthew dov'è l'atto, per cui il falegname annulla il patto. Esaltato per il fatto di avere Alice ancora in suo potere, la tormenta in vari modi crudeli e meschini. La notte del suo matrimonio, il giovane Maule costringe Alice a servire la propria sposa. Quando Alice si sveglia infine dalla sua trance, corre a casa nella neve, prende una polmonite e muore. Maule è devastato dal rimorso di ciò che ha fatto.
Quando Holgrave conclude la propria storia, si accorge di aver ipnotizzato Phoebe, ma la sua integrità gli impedisce di approfittarsene, e la risveglia dalla trance. Phoebe torna a casa sua in campagna, e durante la sua assenza il giudice Pyncheon si presenta alla casa dei sette abbaini e costringe Hepzibah a chiamare Clifford, dicendo che lo rinchiuderà in manicomio se Hepzibah non gli consente di parlare con lui. Il giudice spiega che Clifford sa dov'è l'eredità del loro defunto zio. Hepzibah non trova Clifford nella sua camera, ma quando torna di sotto trova suo fratello che indica festosamente la figura del giudice Pyncheon riversa sulla sedia. Preoccupati che Clifford venga accusato dell'omicidio, fratello e sorella scappano. Quando Phoebe fa ritorno, a casa c'è solo Holgrave, il quale, in preda all'agitazione, le mostra un dagherrotipo del giudice morto e le rivela che la maledizione è stata revocata. Holgrave rivela anche a Phoebe di amarla, e lei ammette di corrispondere ai suoi sentimenti. Nonostante i vicini si insospettiscano, Hepzibah e Clifford tornano prima che sia scoperto il cadavere. Clifford non viene sospettato per la morte del giudice, e si vocifera che fosse stato il giudice stesso a incastrare Clifford per il crimine che aveva scontato con trent'anni di galera. Giungono notizie della morte del figlio del giudice, che se ne era andato in Europa per non vedere il padre, per cui l'eredità del giudice va a Clifford. Quest'ultimo, Hepzibah, Phoebe, Holgrave e zio Venner si trasferiscono tutti nella tenuta di campagna del giudice, lasciando che la casa dai sette abbaini finisca di andare in rovina.

## Edizioni italiane
- La casa dalle sette torri , trad. di Doletta Oxilia Caprin, prefazione di Carlo Izzo, Bompiani, Milano, 1945
- La casa dei sette tetti, trad. di Bruno Tasso, Allegranza, Milano, 1945
- La casa dei sette abbaini, trad. di Marcella Bonsanti, in Romanzi, vol. 1, Sansoni, Firenze, 1959
- La casa dai sette frontoni, trad. di Decio Pettoello, Utet, Torino, 1960
- La casa dei sette abbaini, trad. di Marcella Bonsanti, introduzione di Guido Fink, Sansoni, Firenze, 1989 ISBN 883830971X
- La casa dei sette abbaini, trad. di Mario Manzari, Einaudi, Torino, 1993 ISBN 880612160X
- La casa dei sette abbaini, trad. di Francesca Montesperelli, introduzione di Francis Otto Matthiessen, Mondadori, Milano, 2001 ISBN 8804486465
- La casa dei sette abbaini, trad. di Alessandro Gebbia, Gargoyle, Roma, 2014 ISBN 9788898172405

## Riduzioni cinematografiche, teatrali, TV
- La casa dei sette camini (The House of the Seven Gables) film del 1940 diretto da Joe May
- La casa delle sette torri, regia di Guglielmo Morandi, 1959 Programma Nazionale